# Абшеронська кільцева залізниця

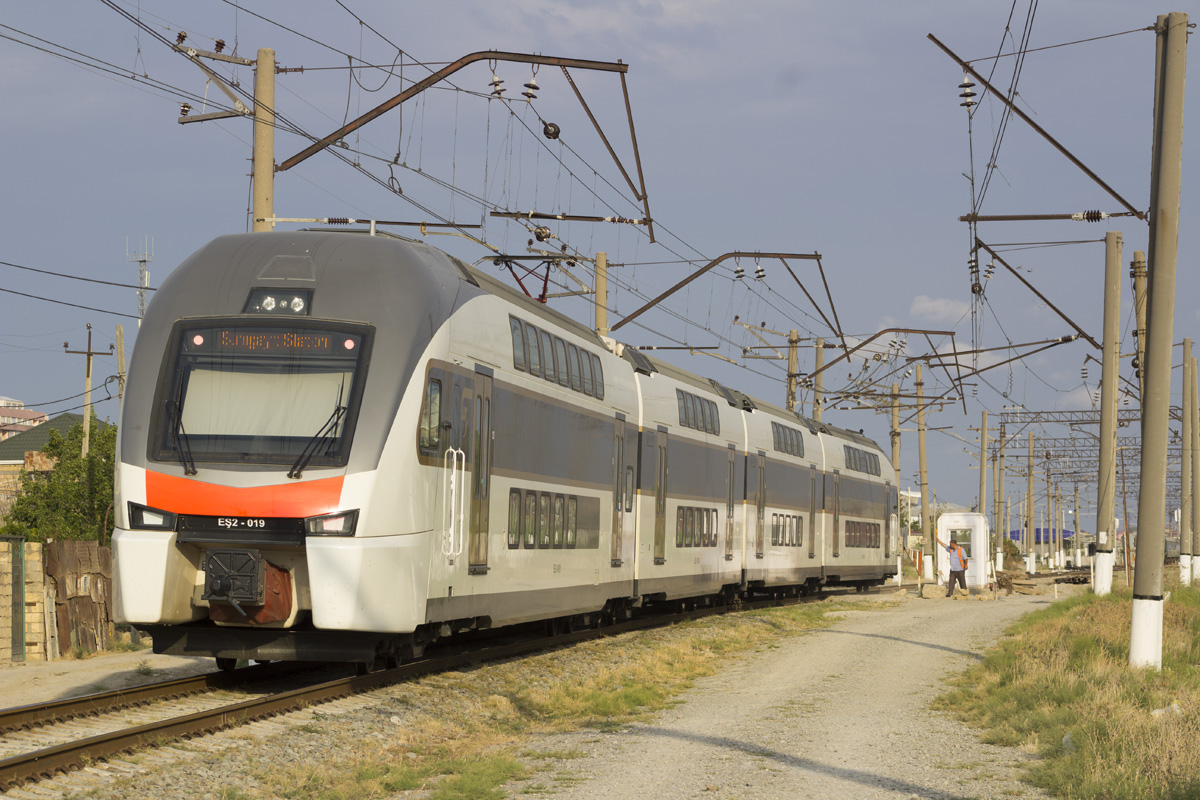
Електропоїзд ЕШ2-019 прибуває на станцію Сумгаїт

Абшеронська кільцева залізниця (азерб. Abşeron dairəvi dəmir yolu), колишня назва Бакинська кільцева лінія (азерб. Bakı Dairəvi Xətti) — маршрутна лінія залізничного пасажирського транспорту в Баку з декількома (платними) пересадками на метро. Азербайджанські швидкісні двоповерхові електропоїзди курсують від Бакинської до Сумгаїтської в двох напрямках проїжджаючи інші пасажирські станції на Апшеронському півострові. В бік Сумгаїта поїзди почали курсувати після завершення 2015 року реконструкції залізничної лінії Баку — Сумгаїт — Баку. Згідно з розпорядженням Президента Ільхама Алієва від 22 січня 2018 року, лінію Баку — Сабунчі протяжністю 13,5 км реконструйовано. Урочисте відкриття відбулося 21 травня 2019 року. Протягом першого тижня з дня відкриття лінії Баку — Сабунчі проїзд по БКЛ був безкоштовним для всіх пасажирів. 19 листопада 2019 після реконструкції, проведеної на ділянці Сабунчі — Піршагі, відбулося відкриття станції Піршагі. Президент Азербайджану Ільхам Алієв 18 березня 2020 взяв участь у відкритті після реконструкції ділянки Піршагі — Гораділ — Новхани — Сумгаїт. Таким чином кільцеву лінію повністю здано в експлуатацію.
Голова ЗАТ «Азербайджанські залізниці» Джавід Гурбанов повідомив, що після ремонту залізниці Гюздек — Сахіль БКЛ повинна працювати як наземне метро.

## Історія запуску
Ще в Азербайджанській РСР між Баку, Сумгаїтом і приміськими селищами було залізничне сполучення, однак від 1985 року дорогу не ремонтували. 2015 року завершилася реконструкція кільцевої залізничної лінії Баку — Баладжари — Сумгаїт протяжністю 42 км, а 2019 року лінії Баку — Сабунчі, потім в тому ж році лінії Сабунчі — Піршагі. 2020 року завершено реконструкцію ділянки Піршагі — Гораділ — Новхани — Сумгаїт.
Спочатку на лінії планувалося використовувати модернізовані електропоїзди серії ЕР2, однак на початку 2015 року швейцарська компанія Stadler Rail запропонувала керівництву Азербайджанських залізниць свої нові двоповерхові електропоїзди серії ЕШ2, вироблені для Росії. Пов'язано це було з тим, що після підвищення курсу євро відносно рубля московська компанія «Аероекспрес», яка замовила ці поїзди, відмовилася від придбання їх частини, і виробник був змушений шукати нового замовника серед операторів залізниць колії 1520 мм з електрифікацією постійним струмом напруги 3 кВ. 13 травня 2015 року в Баку між залізницями Азербайджану і компанією Stadler укладено контракт на постачання п'яти чотиривагонних електропоїздів ЕШ2 вартістю близько 70 млн євро (14 млн за поїзд). Через це перші два потяги білоруського виробництва з номерами 003 і 009, які спочатку призначалися для «Аероекспрес» і були пофарбовані в червоно-бордовий колір, вже в травні було перефарбовано в нові кольори і відправлено в Азербайджан.
Сумгаїтську лінію урочисто відкрив 3 червня 2015 року президент Азербайджану Ільхам Алієв. 12 вересня 2015 року відправився перший електропоїзд з Баку в Сумгаїт, яким на частині дороги керував президент. Через 4 роки, 21 травня 2019 за його ж участі відкрито будівлю залізничного вокзалу Сабунчі та однойменну лінію.. 19 листопада 2019 після реконструкції, проведеної на ділянці Сабунчі — Піршагі, відкрито станцію Піршагі. У церемонії відкриття також взяв участь президент Азербайджану Ільхам Алієв. 18 березня за його участі відкрито після реконструкції ділянку Піршагі — Гораділ — Новхани — Сумгаїт.

## Оплата проїзду
Вартість проїзду залежить від відстані. Так проїзд у бік Сумгаїта у вагоні бізнес-класу коштує 1,6 маната, економ-класу — 1 манат. У бік Піршагі проїзд коштує 0,7 маната. За відсутності пластикової карти, можна придбати квитки в касах і автоматах. Вхід і вихід контролюється турнікетами, квитки пасажирів бізнес-класу додатково перевіряють контролери. Порівняно з іншими країнами СНД, вартість проїзду на БКЛ значно нижча.

## Пасажиропотік
Розрахункова пропускна здатність — від 30 до 35 тисяч пасажирів на добу. Середня швидкість поїзда становить 63 км/год. Потяги рухаються по ділянці Баку — Баладжари — Сумгаїт та Баку — Піршагі (42 та 36 км відповідно, час у дорозі — 40 і 36 хвилин), надалі планується замкнути всю кільцеву дорогу і відкрити ділянку Піршагі — Сумгаїт (92 км, планований час у дорозі — 60 хвилин).

## Режим руху
Станом на 2019 рік, на лінії Баку — Сумгаїт з проміжними станціями Баладжари і Хірдалан курсує п'ятнадцять пар поїздів на добу. Номери рейсів 6001-6030: потяги парних рейсів вирушають з Сумгаїта, непарних — з Баку. При цьому пари рейсів 6001-6006, 6010, 6013, 6017, 6019, 6022-6026 і 6030 курсують тільки в робочі дні. Електропоїзди з Баку відправляються о 07:50, 08:15, 09:00, 15:00, 16:00, 17:00, 17:30, 18:05, 18:20, 18:35, 18:55, 19:10, 19:40, 20:30 21:40; з Сумгаїта — о 06:55, 07:17, 07:32, 07:50, 08:00, 08:40, 09:05, 09:50, 15:50, 17:00, 17:50, 18:22, 18:50, 19:40 20:45. Розклад електричок змінюється залежно проведення ремонтних робіт або масових заходів (наприклад, розклад було змінено на час Європейських ігор 2015 року)[джерело?]. Від 3 лютого 2020 року на лінії Баку — Піршагі з проміжними станціями Кешля, Кьороглу, Бакіханов, Сабунчі, Забрат-1, Забрат-2 і Маммедлі курсує п'ятнадцять пар поїздів на добу. Номери рейсів 6031-6060: поїзди парних рейсів відправляються з Піршагі, непарних — з Баку. При цьому пари рейсів 6032, 6034, 6042, 6046, 6050, 6054, 6058 і 6060 курсують тільки в робочі дні

## Рухомий склад

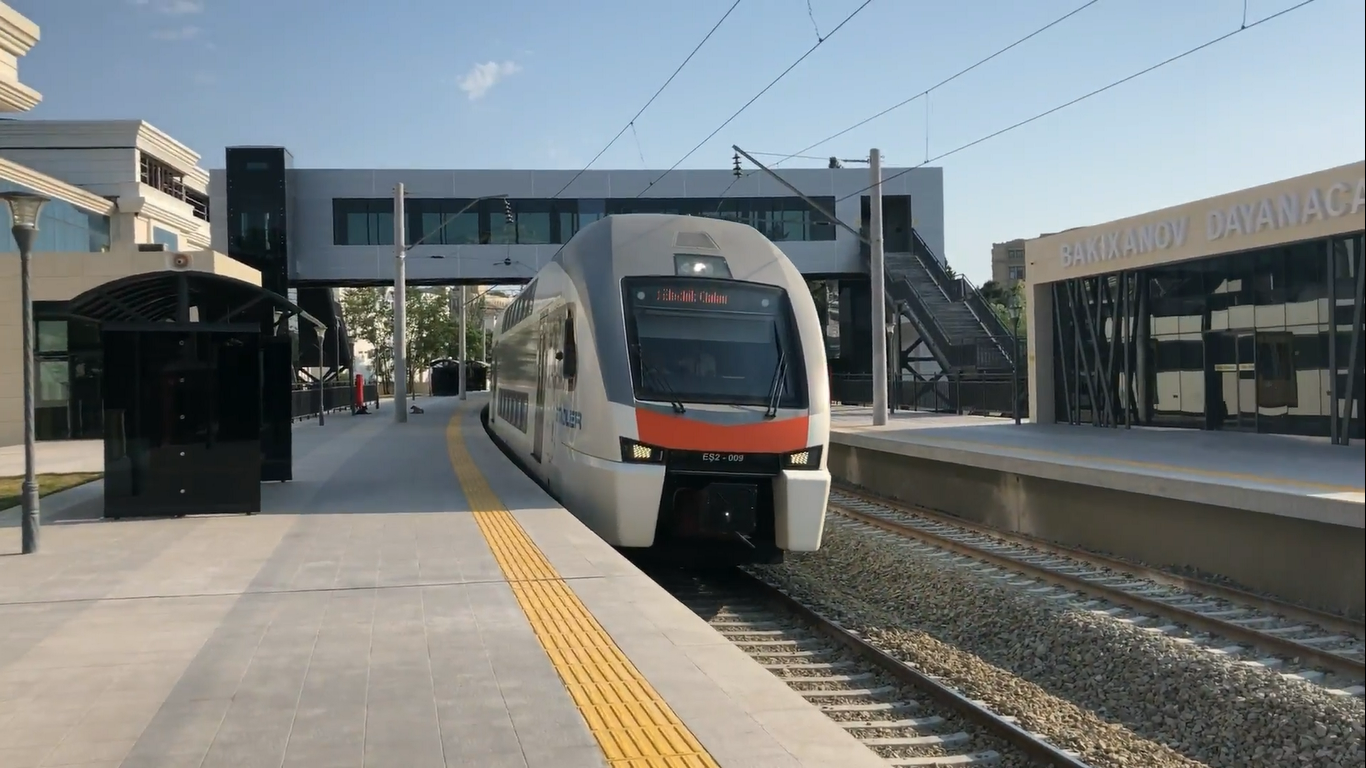
Електропоїзд ЕШ2-009 на під'їзді до станції Бакіханов

Як рухомий склад станом на кінець 2019 року використовуються дев'ять двоповерхових електропоїздів серії ЕШ2 з номерами 003, 008, 009, 015—020. Поїзди розроблено компанією Stadler Rail Group і вироблено на Білоруському заводі Stadler Мінськ. Потяги мають біле забарвлення з чорною горизонтальною смугою з боків між рядами вікон і сірими смугами в зоні вікон, а двері й окантовка чорної смуги мають темно-золотистий колір.
Пасажиромісткість чотиривагонного поїзда становить 919 осіб за 396 посадочних місць. Один із головних вагонів має 84 місця бізнес-класу та 4 стандартного класу, інший — 120 місць стандартного класу (зокрема 8 відкидних) і спинки для інвалідів з рампою для підйому/спуску інвалідних візків на перший поверх, проміжні моторні вагони мають по 94 місця стандартного класу. Основна частина сидінь розташована на першому та другому поверхах електропоїзда, невелика частина (по 4 або 8 на вагон) — у тамбурних зонах, розташованих між основними поверхами з виходом на високі платформи.
Для зручності пасажирів вагони обладнані системою кондиціювання, електричними розетками, сонцезахисними шторками на вікнах. У вагонах є туалети, один з яких в головному вагоні стандартного класу має збільшений розмір для зручності пасажирів—інвалідів. Також є Wi-Fi точка доступу в Інтернет.